# 村野瀧玖
村野 瀧玖（むらの ろうきゅう、1992年12月31日 - ）は、日本の書道家である。

## 人物
亜細亜美術招待展や韓日書藝名家展などの海外展に出品している。海外との友好関係を築くため、日本の書を広める。日本においても毎日書道展や創玄展などの様々な展覧会で入選や受賞しており、各地で書道教室や書道パフォーマンスも実施している。
高校に入学してから書道を始め、顧問の毎日書道審査会員の元で師事する。部員が一人であり、マンツーマンで学ぶ。翌年、埼玉県代表に選ばれ、全国高等学校総合文化祭に出場する。臨書作品「敦煌漢簡」で受賞する。以降、新聞やテレビなどのメディアに出演する。大学時代、文教大学文学部日本語日本文学科の書写書道教育ゼミに所属した。また、毎日新聞社と共同で作品製作する。佐久間太熈堂に就職し、裏打ちを学び、書道家兼裏打ち屋として活動。その後、韓・中・日文化協力美術祭に2019年から参画し、日本における責任者として活動している。
なお、20歳の時に日本3大書道展（毎日書道展、読売書法展、日展）の一つの毎日書道展U23漢字部2類に入選している。

## 主な出展歴
- 毎日書道展
- 創玄展
- 埼玉県書作家連盟
- 全国高等学校総合文化祭
- 高円宮杯書写書道展覧会
- 埼玉県高校書道展
- 東日本書道展